# Mark Hutson
Mark Hutson (Wichita, 29 agosto 1966) è un ex giocatore di football americano e allenatore di football americano statunitense degli Oakland Raiders della National Football League (NFL). Al college giocò a football alla Oklahoma University.

## Carriera come giocatore

### Dallas Cowboys (1998)
Hutson fu selezionato come 67ª scelta al draft NFL 1998 dai Dallas Cowboys. Purtroppo la sua carriera si concluse subito a causa di un grave infortunio alla schiena.

## Carriera come allenatore
Iniziò la sua carriera come allenatore nella NFL il 14 febbraio 2012 con gli Oakland Raiders come allenatore dei tight end. Prima spese 25 anni tra varie università. Il 17 gennaio 2014 firmò per un altro anno.

## Vittorie e premi
Nessuno

## Vita familiare
È sposato con Sherri da cui ha avuto due figli.